# Attaque de Matzuva
L'attaque de Matzuva est un attentat qui a eu lieu le 12 mars 2002, au cours de laquelle deux militants du Jihad islamique qui ont infiltré Israël depuis le Liban ont ouvert le feu sur des véhicules civils circulant sur la route Shlomi-Matzuva. Six civils israéliens ont été tués lors de l'attaque et un autre blessé.
Initialement, les responsables du renseignement israélien ont pensé que l'attaque était organisée par le Hezbollah, bien que le Hezbollah n'ait pas confirmé cette information.